# Dreamachine
Eine Dreamachine oder dream machine ist eine Leuchte, die mittels des Stroboskopeffekts eine optische Stimulierung des Gehirns bewirkt. Die Apparatur wurde Ende der 1950er Jahre von den Beatnik-Künstlern Brion Gysin und Ian Sommerville entworfen. Die Idee dazu basiert auf einem visuellen Phänomen und der Lektüre des Buches The Living Brain des Neurophysiologen und Roboterforschers William Grey Walter. 1961 wurde die Dreamachine als „Verfahren und Gerät zur Erzeugung künstlerischer Empfindungen“ patentiert.
In ihrer ursprünglichen Form besteht die Dreamachine aus einem Zylinder, der an der Seite mit Schlitzen versehen ist. Dieser wird auf einem Plattenspieler platziert und mit 45 oder 78 Umdrehungen in der Minute zum Rotieren gebracht. In dem Zylinder befindet sich eine Glühlampe als Lichtquelle. Eine Dreamachine wird in der Regel mit geschlossenen Augen „betrachtet“, da das pulsierende Licht den Sehnerv durch die geschlossenen Lider stimulieren und das Aktionspotential der Nerven die Erzeugung von Alphawellen (8–12 Hz) im Gehirn fördern sollen (vgl. Mindmachine). Die Lichtreflexe können dabei zu herumwirbelnden Mustern, Schatten oder Symbolen assoziiert werden und schließlich zu einem halb-hypnotischen Zustand beziehungsweise einer Art Trance führen. Der Apparat kann unter dem zusätzlichen Konsum von Stimulantien wie psychotropen Substanzen eine gewisse bewusstseinserweiternde Wirkung haben. Unter dem Einfluss von Opiaten soll das Lichterkarussell scheinbar zum Stillstand kommen. Bei manchen Menschen erzeugt die Dreamachine keinerlei Empfindungen; bei Personen mit einer Veranlagung zur photosensitiven Epilepsie kann sie wiederum sogar einen Anfall auslösen.

## Geschichte
Brion Gysin hatte 1958 während einer Busfahrt eine Art Halluzination, die durch das Lichterspiel der untergehenden Sonne auf einer Allee mit Bäumen hervorgerufen wurde. Er notierte über das Erlebnis in seinem Tagebuch:

“Had a transcendental storm of colour visions today in the bus going to Marseilles. We ran through a long avenue of trees and I closed my eyes against the setting sun. An overwhelming flood of intensely bright colors exploded behind my eyelids: a multidimensional kaleidoscope whirling out through space. I was swept out of time. I was out in a world of infinite number. The vision stopped abruptly as we left the trees. Was that a vision? What happened to me?”

„Hatte heute im Bus nach Marseille einen transzendentalen Sturm farbiger Visionen. Wir fuhren durch eine lange Allee mit Bäumen, und ich hatte meine Augen gegen das Licht der untergehenden Sonne geschlossen. Eine überwältigende Flut intensiver leuchtender Farben explodierte hinter meinen Augenlidern: ein multidimensionales Kaleidoskop wirbelte durch den Raum. Ich war der Zeit entrückt. Ich war in einer Welt unendlicher Größe. Die Vision endete abrupt, als wir die Bäume verließen. War das eine Vision? Was geschah mit mir?“

Einige Zeit später fand Gysin in William Grey Walters Buch The Living Brain eine Erklärung für das „Flicker“-Phänomen, bei dem das Licht in Sekundenbruchteilen die visuelle Wahrnehmung irritiert. In Cambridge erzählte Gysin seinem Freund und Mathematikstudenten Ian Sommerville davon, der das Buch ebenfalls kannte. Sommerville machte sich wissenschaftlich daran, das Phänomen zu wiederholen. In einem Brief an Gysin im Februar 1959 teilte er mit, dass er eine einfache „Flicker-Maschine“ gebaut habe, die aus einem Pappzylinder besteht, der auf einem Plattenspieler mit 78 Umdrehungen pro Minute um eine Lichtquelle rotiert. Ian Sommerville schrieb:

“You look at it with eyes shut and the flicker plays over your eyelids. Visions start with a kaleidoscope of colors on a plane in front of the eyes and gradually become more complex and beautiful […] after a while the visions were permanently behind my eyes and I was in the middle of the whole scene […] Afterwards I found that my perception of the world around me had increased notably.”

„Du schaust mit geschlossenen Augen darauf, und das Flackern spielt über deine Augenlider. Visionen beginnen mit einem Kaleidoskop aus Farben auf einer Fläche vor deinen Augen, und allmählich wird alles komplexer und schöner […] nach einer Weile sind die Visionen beständig hinter meinen Augen, und ich bin inmitten der ganzen Szene […] Hinterher fand ich, dass sich meine Wahrnehmung von der Welt um mich herum deutlich gesteigert hat.“

In der Folgezeit verfeinerte Brion Gysin die Erfindung. Er versah den Zylinder mit unterschiedlichen Mustern, fügte noch einen zweiten, inneren Zylinder hinzu und probierte die Wirkung unterschiedlicher Rotationsgeschwindigkeiten. Am 18. November 1961 ließ sich Gysin die Dreamachine als „procedure and apparatus for the production of artistic sensations“ („Verfahren und Gerät zur Erzeugung künstlerischer Empfindungen“) patentieren (PV 868281).

## Nachwirkungen

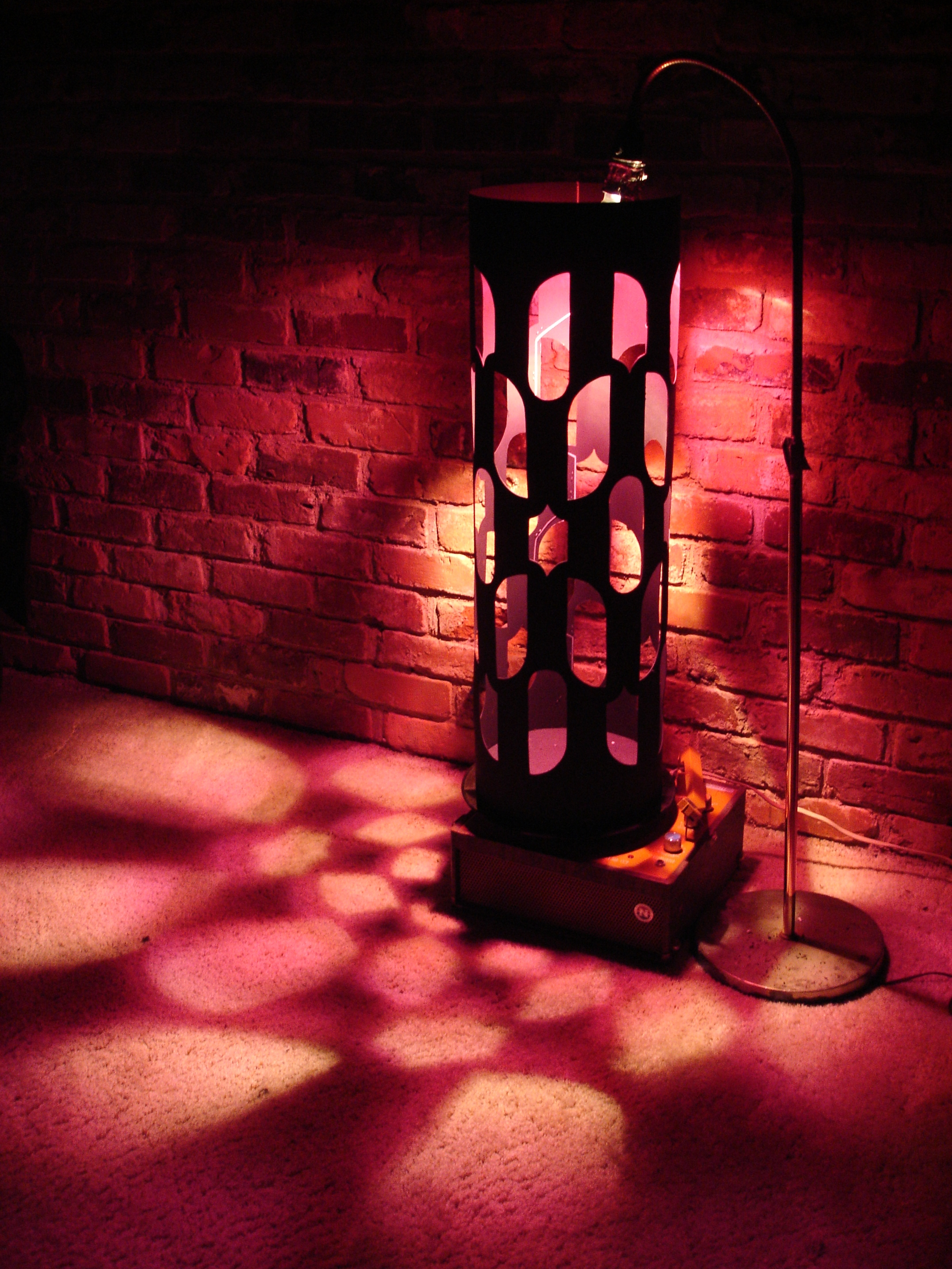
Nachbau einer Dreamachine

Die Erfindung hatte schnell Nachwirkungen in Literatur, Musik und Popkultur. Beispielsweise ließ sich William S. Burroughs, ein Freund von Gysin und Sommerville und ebenfalls ein Bewohner des legendären Beat Hotels in Paris, von der Apparatur beim Schreiben in der von Gysin entwickelten Cut-up-Technik anregen. In den USA wurde der Filmemacher Jonas Mekas auf die Dreamachine aufmerksam und veröffentlichte im Februar 1964 einen Artikel in der Village Voice darüber. Das Prinzip der stimulierenden Lichtprojektion fand schnell Verwendung bei Underground-Filmemachern und Veranstaltern der neu aufkommenden Lightshows und Multimedia-Events. So beispielsweise in dem von Andy Warhol veranstalteten Exploding Plastic Inevitable oder in dem schwarz-weißen „Flicker“-Film des Experimentalfilmers Tony Conrad. Conrad hatte beim Schnitt des Films über 18 Monate an einer – seiner Meinung nach – „optimalen“ Abfolge von Lichtimpulsen getüftelt. Weitere Subkulturkünstler der 1960er Jahre, die der Beat-Generation verbunden waren und die „Flickermachine“ propagierten, waren der Filmemacher Piero Heliczer oder der frühere Velvet-Underground-Schlagzeuger Angus MacLise. In den 1980er Jahren griff der Musiker und Performance-Künstler Genesis P-Orridge auf Gysins Gedankengut und dessen Dreamachine zurück. Das englische Konzeptkunst-Musikprojekt Hafler Trio spielte 1989 zusammen mit Thee Temple ov Psychick Youth (siehe Psychic TV) einen Soundtrack zur Dreamachine ein und vertrieb überdies Nachbauten des Gerätes mit Booklet.

## Moderne Varianten
Insbesondere auf den Sektoren der Esoterik werden Geräte als Entspannungslampen und Hypnosebrille, aber auch als unterstützende und das Gehirn stimulierende Lernhilfe für das umstrittene „Lernen im Schlaf“ angeboten, die sich den Effekt zunutze machen wollen. Im Internet werden Dreammachines als eigene Anwendungen und Browseranimationen angeboten.

## Film
- The Cut Ups, Experimentalfilm, UK 1966, Regie: Antony Balch
- FLicKeR, Dokumentarfilm, Kanada 2008, Regie: Nik Sheehan (online)
- Ein LSD – Freier Trip mit der Dreamachine, Regie: Clémentine Boulard. Arte, Frankreich, Deutschland, 2020